# Xã Marena, Quận Hodgeman, Kansas
Xã Marena (tiếng Anh: Marena Township) là một xã thuộc quận Hodgeman, tiểu bang Kansas, Hoa Kỳ. Năm 2010, dân số của xã này là 389 người.